# 隨機微分方程
隨機微分方程（英語：SDE, stochastic differential equation），是常微分方程的擴展，其项是随机过程，解也是随机过程。其形容一個隨機變數的變動過程，也就是常微分方程加上一個白噪音項。一般微分方程的對象為可導函數，並以其建立等式。然而，隨機過程函數本身的導數不可定義，所以一般解微分方程的概念不適用於隨機微分方程。SDE在纯数学中有许多应用，可用于模拟随机模型的各种行为，如股价、随机增长模型或受热涨落影响的物理系统。
SDE具有随机的微分，在最基本的情形下是以布朗运动导数计算的白噪声，更一般地说是半鞅。不过，也可能存在其他随机行为，如莱维过程等跳跃过程或有跳跃的半鞅。随机微分方程还可扩展到微分流形。
隨機微分方程的概念最早以布朗運動的形式，由阿爾伯特·愛因斯坦在《热的分子运动论所要求的静液体中悬浮粒子的运动》論文中提出。这项研究隨後由保羅·朗之萬继续。此後伊藤清和鲁斯兰斯特拉托诺维奇完善了隨機微分方程的數學基礎，使得這門領域更加的科學嚴謹。
一般而言，隨機微分方程的解是一隨機過程函數，但解方程需要先定義隨機過程函數的微分。最常見的定義為根據伊藤清所創，假設B為布朗運動，則對於某函數H，作以下定積分之定義：
{\displaystyle \int _{0}^{t}H\,dB=\lim _{n\rightarrow \infty }\sum _{t_{i-1},t_{i}\in \pi _{n}}H_{t_{i-1}}(B_{t_{i}}-B_{t_{i-1}}).}
此稱為伊藤積分。伊藤式的隨機微分方程常用於在金融數學中。

## 背景
随机微分方程源于爱因斯坦和Marian Smoluchowski提出的布朗运动理论（1905），不过Louis Bachelier是第一个建立布朗运动模型的人（1900），给出了一个非常早期的SDE实例，即现在所谓Bachelier模型。一些早期例子是线性SDE，也称为郎之万方程，得名于法国物理学家保罗·郎之万，描述了谐振子在随机力作用下的运动。1940年代，日本数学家伊藤清发展了SDE的数学理论，提出了随机分析的概念，并开启了非线性随机微分方程的研究。后来，苏联物理学家鲁斯兰·斯特拉托诺维奇提出了另一种方法，产生了类似于普通微积分的随机积分。

### 术语
文献中，SDE最常见的形式是常微分方程，右式由一个取决于白噪音变量的扰动项。大多数时候SDE被理解为相应随机差分方程的连续时间极限，这种SDE理解是模糊的，必须辅以相应积分的适当数学定义。这种数学定义由伊藤清提出于1940年代，产生了伊藤积分。后来，苏联物理学家鲁斯兰·斯特拉托诺维奇提出了另一种构造，即所谓随机积分，与伊藤积分是相关但不同的对象，选择取决于具体应用。伊藤积分以非预期性或因果性概念为基础，这在以时间为变量的应用中很自然。而随机积分的规则则与普通微积分相似，且具有内在的几何特性，使它在处理流形上的随机运动等问题时更自然。尽管通过伊藤SDE来模拟流形上的随机运动也是可能的，且有时更可取，例如在试图优化逼近子流形上的SDE时。
SDE的另一种观点是微分同胚的随机流，这种理解十分确定，相当于随机差分方程连续时间极限的斯特拉托诺维奇版本。与SDE相关的是Smoluchowski equation或福克-普朗克方程，是描述概率分布函数随时间演化的方程。随机演化算符的概念将福克-普朗克演化推广为微分形式的时间演化。
在物理科学中，“郎之万SDE”存在歧义：可以是更一般的形式，但通常指一类具有梯度流向量场的狭义SDE。这类SDE很受欢迎，是Parisi–Sourlas随机量子化过程的起点，产生了与超对称量子力学密切相关的N=2超对称模型。但从物理角度来看，这类SDE不怎么有趣，因为从未表现出拓扑超对称性的自发破缺：（过阻尼）郎之万SDE永不混沌。

### 随机分析
人们发现布朗运动或维纳过程在数学上异常复杂：维纳过程几乎肯定不可微，因此要有自己的分析规则。随机分析有伊藤积分和随机积分两个版本，各有利弊，初学者往往搞不清楚特定问题用哪个更合适。有些指南(e.g. Øksendal, 2003)，人们可以很方便地将伊藤SDE变换为等价的随机SDE，反之亦然。不过，最初写下SDE时还是要决定使用哪种积分。

### 数值求解
解SDE的数值方法有欧拉-丸山法、米尔斯坦法和龙格-库塔法。

## 物理学中的应用
物理学中，SDE具有广泛的适用性，从分子动力学到神经动力学，再到天体动力学，不一而足。更具体地说，SDE描述了所有动力系统，其中量子效应要么不重要，要么可以作为扰动加以考虑。SDE可被视为动力系统理论对有噪模型的一种概括，这很重要，因为实际系统不可能与其环境完全隔离，总会受外部随机影响。
有一些标准化手段可通过引入新的未知数，将高阶方程转化为耦合的一阶方程组。以下是最常见的一类SDE：
{\displaystyle {\frac {\mathrm {d} x(t)}{\mathrm {d} t}}=F(x(t))+\sum _{\alpha =1}^{n}g_{\alpha }(x(t))\xi ^{\alpha }(t),\,}
其中{\displaystyle x\in X}是系统在相（或状态）空间中的位置，设{\displaystyle X}是可微流形，{\displaystyle F\in TX}是表示确定演化规律的流向量场，{\displaystyle g_{\alpha }\in TX}是一组向量场，定义了系统与高斯白噪声{\displaystyle \xi ^{\alpha }}的耦合。若{\displaystyle X}是线性空间，{\displaystyle g}是常数，则称系统受加性噪声影响，否则称系统受乘性噪声影响。这个术语有点误导性，它看上去像是有{\displaystyle g(x)\propto x}的约束，实际上意味着一般情形。
对于固定的噪声，SDE存在唯一解，对初始条件可微。当将各种研究对象平均到噪声配置上时，随机情形的非平凡性便显露出来。乘性噪声SDE被理解为随机差分方程的连续时间极限时，并不是唯一确定的实体，而必须辅以所谓“SDE诠释”，如伊藤或斯特拉托诺维奇解释。然而，当把SDE看做微分同胚的连续时间随机流时，则成了唯一确定的数学对象，相当于随机差分方程连续时间极限的斯特拉托诺维奇法。
物理学中，主要的求解方法是利用等效的福克-普朗克方程（FPE）求出时间函数的概率分布函数。福克-普朗克方程是确定的偏微分方程，给出了概率分布函数随时间的演变，类似于薛定谔方程给出了量子波函数随时间的演变，或扩散方程给出了化学浓度随时间的演变。此外还可用蒙特卡洛方法获得数值解。其他手段还有利用统计物理学和量子力学之间的类比关系进行路径积分（例如，福克-普朗克方程可通过缩放几个变量，变换为薛定谔方程），或写下概率分布函数矩的常微分方程。

## 在概率论和金融数学中的应用
概率论（及概率论中的许多应用，如信号处理中的[滤波问题]]和金融数学中的应用）使用的符号略有不同。它也是解决SDE数值方法的文献所用的符号。这种记法使物理公式中时间随机函数{\displaystyle \eta _{m}}的奇异特性更加明确。从严格的数学角度来说，{\displaystyle \eta _{m}}不能作为普通函数来选择，而只能作为广义函数。数学公式在处理这问题时，比物理公式明确一些。
典型方程的形式是
{\displaystyle \mathrm {d} X_{t}=\mu (X_{t},t)\,\mathrm {d} t+\sigma (X_{t},t)\,\mathrm {d} B_{t},}
其中{\displaystyle B}表示维纳过程（标准布朗运动）。方程被解释为表达相应积分方程（下式）的一种非正式方式。
{\displaystyle X_{t+s}-X_{t}=\int _{t}^{t+s}\mu (X_{u},u)\mathrm {d} u+\int _{t}^{t+s}\sigma (X_{u},u)\,\mathrm {d} B_{u}.}
上式将连续时间随机过程Xt的行为表为普通勒贝格积分与伊藤积分的和。对SDE的启发法（但非常有用）的解释是，在长为δ的微小时间区间内，随机过程Xt值的变化遵循期望为μ(Xt, t) δ 、方差为σ(Xt, t)2 δ 的正态分布，且与过程过去的行为无关。这是因为，维纳过程的增量是独立的正态分布。函数μ称为漂移系数，σ称为扩散系数。随机过程Xt称为扩散过程，满足马尔可夫性质。
SDE的形式解释可据SDE解的构成给出。SDE的解主要有两种定义，有强解和弱解，都要求存在一个能解SDE积分方程形式的过程Xt。两者的差别在于依赖的概率空间({\displaystyle \Omega ,\,{\mathcal {F}},\,P})，弱解包括一个概率空间和满足积分方程的过程，强解则包含满足方程并定义在给定概率空间上的过程。
一个重要例子是几何布朗运动方程
{\displaystyle \mathrm {d} X_{t}=\mu X_{t}\,\mathrm {d} t+\sigma X_{t}\,\mathrm {d} B_{t}.}
即金融数学中布莱克-舒尔斯模型中的股价动态方程。
推广几何布朗运动还可定义允许强解的SDE，分布是来自不同几何布朗运动或布莱克-舒尔斯模型的密度的凸组合，从而得到一个单一的SDE，其解的分布是不同布莱克-舒尔斯模型的对数正态分布的混合动力。这就产生了可以处理金融数学中所谓波动性微笑的模型。
更简单的SDE被称为算术布朗运动
{\displaystyle \mathrm {d} X_{t}=\mu \,\mathrm {d} t+\sigma \,\mathrm {d} B_{t}}
Louis Bachelier在1900年将其作为第一个股价模型，即今天所谓Bachelier模型。
还有一些更一般的随机微分方程，其中的系数μ、σ不仅取决于过程Xt的现值，还取决于过程的前值，还可能取决于其他过程的现值或前值。这样，解过程X便不是马尔可夫过程或扩散过程，而称为伊藤过程。当系数只取决于X的现值和前值时，定义方程称为随机延迟微分方程。
将带斯特拉托诺维奇积分的SDE推广到带跳跃的半鞅的是马库斯型SDE。马库斯积分是McShane随机积分的推广。
奥恩斯坦-乌伦贝克过程过程方程在随机金融学中有创新应用：
{\displaystyle \mathrm {d} R_{t}=\mu R_{t}\,\mathrm {d} t+\sigma _{t}\,\mathrm {d} B_{t}.}
是在收益率呈对数正态分布的条件下，股价收益率的动态方程。在此假设下，Marcello Minenna开发的方法确定了预测区间，能识别可能隐藏市场滥用现象的异常收益。 

### 流形上的SDE
更一般地，可以将SDE理论扩展到可微流形上，并使用斯特拉托诺维奇积分。考虑流形{\displaystyle M}、某个有限维向量空间{\displaystyle E}、过滤概率空间{\displaystyle (\Omega ,{\mathcal {F}},({\mathcal {F}}_{t})_{t\in \mathbb {R} _{+}},P)}，其中{\displaystyle ({\mathcal {F}}_{t})_{t\in \mathbb {R} _{+}}}满足通常条件，并令{\displaystyle {\widehat {M}}=M\cup \{\infty \}}为单点紧化，且{\displaystyle x_{0}}为{\displaystyle {\mathcal {F}}_{0}}可测。则{\displaystyle M}上的随机微分方程可写为
{\displaystyle \mathrm {d} X=A(X)\circ dZ}
是一对{\displaystyle (A,Z)}使得
- {\displaystyle Z}是连续{\displaystyle E}值半鞅；
- {\displaystyle A:M\times E\to TM,(x,e)\mapsto A(x)e}是{\displaystyle M}上向量丛的同态。

{\displaystyle \forall x\in M}，映射{\displaystyle A(x):E\to T_{x}M}都是线性的，{\displaystyle \forall e\in E,\ A(\cdot )e\in \Gamma (TM)} for each {\displaystyle }。
初始条件为{\displaystyle X_{0}=x_{0}}的{\displaystyle M}上的SDE的解是连续的{\displaystyle \{{\mathcal {F}}_{t}\}}适应的{\displaystyle M}值过程{\displaystyle (X_{t})_{t<\zeta }}（寿命{\displaystyle \zeta }），且满足：对每个检验函数{\displaystyle f\in C_{c}^{\infty }(M)}，过程{\displaystyle f(X)}都是实值半鞅；对每个停止时间{\displaystyle \tau \ (0\leq \tau <\zeta )}，方程
{\displaystyle f(X_{\tau })=f(x_{0})+\int _{0}^{\tau }(\mathrm {d} f)_{X}A(X)\circ \mathrm {d} Z}
有{\displaystyle P}的把握成立，其中{\displaystyle (df)_{X}:T_{x}M\to T_{f(x)}M}是{\displaystyle X}处的微分形式。若寿命最大，它就是最大解，即
{\displaystyle \{\zeta <\infty \}\subset \left\{\lim \limits _{t\nearrow \zeta }X_{t}=\infty {\text{ in }}{\widehat {M}}\right\}}
有{\displaystyle P}把握成立，由{\displaystyle f(X)}对每个检验函数{\displaystyle f\in C_{c}^{\infty }(M)}都是半鞅可知，{\displaystyle X}是{\displaystyle M}上的半鞅。给定最大解，可以将{\displaystyle X}的时间扩展到全部{\displaystyle \mathbb {R} _{+}}，然后在{\displaystyle {\widehat {M}}}上延拓{\displaystyle f}，可得
{\displaystyle f(X_{t})=f(X_{0})+\int _{0}^{t}(\mathrm {d} f)_{X}A(X)\circ \mathrm {d} Z,\quad t\geq 0}
（不可分过程）。
虽然斯特拉托诺维奇 SDE满足链式法则，其漂移、扩散系数在坐标变化时表现为向量场，因此是流形上SDE的自然选择，但有时伊藤积分更可取。流形伊藤积分理论是首先由洛朗·施瓦兹通过施瓦兹同态的概念提出，另见基于射流丛的流形上伊藤SDE的2-射流解释。当试图用给定空间上的SDE解与给定空间子曲面上的SDE解进行最佳近似时，这种解释很有帮助，因为基于斯特拉托诺维奇的投影达不到最佳效果。这已被应用于滤波问题，从而产生了最优投影滤波器。

## 作为粗糙路径的SDE
SDE的求解需要概率设置，因为求解中隐含的积分是随机积分。若能逐路径处理微分方程，就不需要定义了，也就可以发展出独立于概率论的理论。
这就需要考虑SDE
{\displaystyle \mathrm {d} X_{t}(\omega )=\mu (X_{t}(\omega ),t)\,\mathrm {d} t+\sigma (X_{t}(\omega ),t)\,\mathrm {d} B_{t}(\omega )}
{\displaystyle \forall \omega \in \Omega }，都是唯一确定的微分方程，其中{\displaystyle \Omega }是给定概率空间（{\displaystyle \Omega ,\,{\mathcal {F}},\,P}）的样本空间。然而，从路径上直接解释SDE是不可能的，因为布朗运动路径的变化无界且无处可微的概率为1，因此没有简单方法赋予{\displaystyle \mathrm {d} B_{t}(\omega )}之类的项以直观意义。这也排除了将随机积分定义为对每个{\displaystyle \mathrm {d} B_{t}(\omega )}的积分的简单路径定义。不过，受Wong-Zakai结果对规则噪声的SDE解的极限的启发，利用粗糙路径理论，同时添加布朗运动迭代积分的选定定义，有可能为每个{\displaystyle \omega \in \Omega }定义确定的粗糙积分，例如，若特定选择迭代积分可实现与伊藤积分重合的概率为1。迭代积分的其他定义产生不同随机积分的确定性路径等价，如斯特拉托诺维奇积分。在金融数学中，这被用于无概率期权的定价。

## 解的存在性与唯一性
与定微分方程一样，重要的是知道给定的SDE解的存在性和唯一性。下面是在n维欧氏空间Rn中取值，并由m维布朗运动B驱动的伊藤SDE的典型存在性与唯一性定理；证明可见Øksendal (2003, §5.2)。
令T > 0，并使
{\displaystyle \mu :\mathbb {R} ^{n}\times [0,T]\to \mathbb {R} ^{n};}
{\displaystyle \sigma :\mathbb {R} ^{n}\times [0,T]\to \mathbb {R} ^{n\times m};}
为可测函数，存在常数C、D使
{\displaystyle {\big |}\mu (x,t){\big |}+{\big |}\sigma (x,t){\big |}\leq C{\big (}1+|x|{\big )};}
{\displaystyle {\big |}\mu (x,t)-\mu (y,t){\big |}+{\big |}\sigma (x,t)-\sigma (y,t){\big |}\leq D|x-y|;}
对所有t ∈ [0, T]、所有x与y ∈ Rn，其中
{\displaystyle |\sigma |^{2}=\sum _{i,j=1}^{n}|\sigma _{ij}|^{2}.}
令Z是独立于由Bs（s ≥ 0）生成的σ代数的随机变量，且有有限二阶矩：
{\displaystyle \mathbb {E} {\big [}|Z|^{2}{\big ]}<+\infty .}
则随机微分方程/初值问题
{\displaystyle \mathrm {d} X_{t}=\mu (X_{t},t)\,\mathrm {d} t+\sigma (X_{t},t)\,\mathrm {d} B_{t}{\mbox{ for }}t\in [0,T];}
{\displaystyle X_{0}=Z;}
具有P-几乎必然独特t连续解(t, ω) ↦ Xt(ω)，使X适应由Z、Bs(s ≤ t)生成的滤子FtZ；另外
{\displaystyle \mathbb {E} \left[\int _{0}^{T}|X_{t}|^{2}\,\mathrm {d} t\right]<+\infty .}

### 一般情形：局部利普希茨条件与最大解
上述SDE只是更一般形式的特例：
{\displaystyle \mathrm {d} Y_{t}=\alpha (t,Y_{t})\mathrm {d} X_{t}}
其中
- {\displaystyle X}是{\displaystyle \mathbb {R} ^{n}}上的连续半鞅；{\displaystyle Y}是{\displaystyle \mathbb {R} ^{d}}上的连续半鞅
- {\displaystyle \alpha :\mathbb {R} _{+}\times U\to \operatorname {Lin} (\mathbb {R} ^{n};\mathbb {R} ^{d})}是从某非空开集{\displaystyle U\subset \mathbb {R} ^{d}}发出的映射，其中{\displaystyle \operatorname {Lin} (\mathbb {R} ^{n};\mathbb {R} ^{d})}{\displaystyle \mathbb {R} ^{n}}到{\displaystyle \mathbb {R} ^{d}}的所有线性映射的空间

更一般地说，还可以研究流形上的SDE。
方程的解收不收敛取决于{\displaystyle \alpha }的选择。假设{\displaystyle \alpha }满足某局部利普希茨条件，即对{\displaystyle t\geq 0}和紧集{\displaystyle K\subset U}、常数{\displaystyle L(t,K)}，满足条件
{\displaystyle |\alpha (s,y)-\alpha (s,x)|\leq L(t,K)|y-x|,\quad x,y\in K,\;0\leq s\leq t,}
其中{\displaystyle |\cdot |}是欧氏范数。这一条件保证了所谓最大解的存在性和唯一性。
设{\displaystyle \alpha }连续、满足上述局部利普希茨条件，并设{\displaystyle F:\Omega \to U}为初始条件，即是关于初始σ-代数的可测函数。令{\displaystyle \zeta :\Omega \to {\overline {\mathbb {R} }}_{+}}为可预测停时，{\displaystyle \zeta >0}几乎确定。{\displaystyle U}值半鞅{\displaystyle (Y_{t})_{t<\zeta }}即下式方程的最大解
{\displaystyle dY_{t}=\alpha (t,Y_{t})dX_{t},\quad Y_{0}=F}
若：
- 对{\displaystyle \zeta _{n}\nearrow \zeta }，停止过程{\displaystyle Y^{\zeta _{n}}}是下式停SDE的解：

{\displaystyle \mathrm {d} Y=\alpha (t,Y)\mathrm {d} X^{\zeta _{n}}}
- 在集合{\displaystyle \{\zeta <\infty \}}上，几乎可以确定{\displaystyle Y_{t}\to \partial U\ (t\to \zeta )}[23]

则{\displaystyle \zeta }称为寿命或所谓“爆炸时间”。

## 能寫出解析解的SDE[12]

### 線性SDE的一般解
{\displaystyle \mathrm {d} X_{t}=(a(t)X_{t}+c(t))\mathrm {d} t+(b(t)X_{t}+d(t))\mathrm {d} W_{t}}
{\displaystyle X_{t}=\Phi _{t,t_{0}}\left(X_{t_{0}}+\int _{t_{0}}^{t}\Phi _{s,t_{0}}^{-1}(c(s)-b(s)\mathrm {d} (s))\mathrm {d} s+\int _{t_{0}}^{t}\Phi _{s,t_{0}}^{-1}\mathrm {d} (s)\mathrm {d} W_{s}\right)}
其中
{\displaystyle \Phi _{t,t_{0}}=\exp \left(\int _{t_{0}}^{t}\left(a(s)-{\frac {b^{2}(s)}{2}}\right)\mathrm {d} s+\int _{t_{0}}^{t}b(s)\mathrm {d} W_{s}\right)}

### 可約SDE: Case 1
{\displaystyle \mathrm {d} X_{t}={\frac {1}{2}}f(X_{t})f'(X_{t})\mathrm {d} t+f(X_{t})\mathrm {d} W_{t}}
對於一個可微函數 {\displaystyle f}，{\displaystyle \mathrm {d} X_{t}} 等價於 斯特拉托諾維奇 SDE
{\displaystyle \mathrm {d} X_{t}=f(X_{t})\circ W_{t}}
其有一般解
{\displaystyle X_{t}=h^{-1}(W_{t}+h(X_{0}))}
其中的{\displaystyle h(x)}如下所示：
{\displaystyle h(x)=\int ^{x}{\frac {\mathrm {d} s}{f(s)}}}

### 可約SDE: Case 2
{\displaystyle \mathrm {d} X_{t}=\left(\alpha f(X_{t})+{\frac {1}{2}}f(X_{t})f'(X_{t})\right)\mathrm {d} t+f(X_{t})\mathrm {d} W_{t}}
對於一個可微函數 {\displaystyle f}，{\displaystyle \mathrm {d} X_{t}} 等價於 斯特拉托諾維奇 SDE
{\displaystyle \mathrm {d} X_{t}=\alpha f(X_{t})\mathrm {d} t+f(X_{t})\circ W_{t}}
可以簡化成下列形式:
{\displaystyle \mathrm {d} Y_{t}=\alpha \mathrm {d} t+\mathrm {d} W_{t}}
其中 {\displaystyle Y_{t}=h(X_{t})} ，這裡的{\displaystyle h} 如上面所定義。他的一般解可以寫成
{\displaystyle X_{t}=h^{-1}(\alpha t+W_{t}+h(X_{0}))}

## SDE与超对称
在SDE的超对称理论中，随机动力是通过作用于模型相空间微分形式的随机演化算子定义的。在这一精确表述中，所有SDE都具有拓扑超对称性，即通过连续的时间流保持相空间连续性。这种超对称的自发破缺是混沌、湍流、自组织临界性等诸多动力现象的数学本质，而南部定理则解释了相关的长距动力行为，如蝴蝶效应、粉红噪声、爆裂声，以及地震、神经震荡、太阳耀斑等现象的无标统计等等。

## 阅读更多
- Adomian, George. . Mathematics in Science and Engineering (169). Orlando, FL: Academic Press Inc. 1983.
- Adomian, George. . Orlando, FL: Academic Press Inc. 1986.
- Adomian, George. . Mathematics and its Applications (46). Dordrecht: Kluwer Academic Publishers Group. 1989.
- Calin, Ovidiu. . Singapore: World Scientific Publishing. 2015: 315. ISBN 978-981-4678-93-3.
- Teugels, J. and Sund B. (eds.). . Chichester: Wiley. 2004: 523–527.
- C. W. Gardiner. . Springer. 2004: 415.
- Thomas Mikosch. . Singapore: World Scientific Publishing. 1998: 212. ISBN 981-02-3543-7.
- Seifedine Kadry. . Wseas Transactions on Mathematics (USA: WSEAS TRANSACTIONS on MATHEMATICS, April 2007.). 2007: 618. ISSN 1109-2769.
- Higham., Desmond J. . SIAM Review. January 2001, 43 (3): 525–546. Bibcode:2001SIAMR..43..525H. CiteSeerX 10.1.1.137.6375 . doi:10.1137/S0036144500378302.
- Desmond Higham and Peter Kloeden: "An Introduction to the Numerical Simulation of Stochastic Differential Equations", SIAM, ISBN 978-1-611976-42-7 (2021).